# Inmunidad pasiva
La inmunidad pasiva es la transferencia de la inmunidad humoral activa de los anticuerpos preparados. La inmunidad pasiva puede ocurrir naturalmente, cuando los anticuerpos maternos se transfieren al feto a través de la placenta, y también se puede inducir artificialmente, cuando se transfieren altos niveles de anticuerpos específicos para un patógeno o toxina (obtenidos de humanos, caballos u otros animales) a personas no inmunes a través de productos sanguíneos que contienen anticuerpos, como la terapia de inmunoglobulina o la terapia antisuero. La inmunización pasiva se usa cuando existe un alto riesgo de infección y un tiempo insuficiente para que el cuerpo desarrolle su propia respuesta inmune, o para reducir los síntomas de enfermedades continuas o inmunosupresoras. La inmunización pasiva se puede proporcionar cuando las personas no pueden sintetizar anticuerpos y cuando han estado expuestas a una enfermedad contra la cual no tienen inmunidad.

## Adquirida naturalmente
La inmunidad pasiva materna es un tipo de inmunidad pasiva adquirida naturalmente, y se refiere a la inmunidad mediada por anticuerpos transmitida a un feto o bebé por su madre. La inmunidad pasiva adquirida de forma natural se puede proporcionar durante el embarazo y durante la lactancia. En humanos, los anticuerpos maternos (MatAb) pasan a través de la placenta al feto por un receptor FcRn en las células placentarias. Esto ocurre predominantemente durante el tercer trimestre del embarazo y, por lo tanto, a menudo se reduce en bebés nacidos prematuramente. La inmunoglobulina G (IgG) es el único isotipo de anticuerpo que puede pasar a través de la placenta humana, y es el anticuerpo más común de los cinco tipos de anticuerpos que se encuentran en el cuerpo. Los anticuerpos IgG protegen contra las infecciones bacterianas y virales en los fetos. A menudo se requiere inmunización poco después del nacimiento para prevenir enfermedades en los recién nacidos como tuberculosis, hepatitis B, polio y tos ferina, sin embargo, la IgG materna puede inhibir la inducción de respuestas protectoras de la vacuna durante el primer año de vida. Este efecto generalmente se supera mediante respuestas secundarias a la inmunización de refuerzo. Los anticuerpos maternos protegen contra algunas enfermedades, como el sarampión, la rubéola y el tétanos, de manera más efectiva que contra otras, como la poliomielitis y la tos ferina. La inmunidad pasiva materna ofrece protección inmediata, aunque la protección mediada por IgG materna generalmente solo dura hasta un año.
La inmunidad pasiva también se proporciona a través del calostro y la leche materna, que contienen anticuerpos IgA que se transfieren al intestino del lactante, proporcionando protección local contra las bacterias y virus que causan enfermedades hasta que el recién nacido pueda sintetizar sus propios anticuerpos. La protección mediada por IgA depende del período de tiempo que un bebé es amamantado, que es una de las razones por las que la Organización Mundial de la Salud recomienda la lactancia materna durante al menos los primeros dos años de vida.
Otras especies además de los humanos transfieren anticuerpos maternos antes del nacimiento, incluidos los primates y los lagomorfos (que incluyen conejos y liebres). En algunas de estas especies, la IgM se puede transferir a través de la placenta y la IgG. Todas las demás especies de mamíferos transfieren predominantemente o únicamente anticuerpos maternos después del nacimiento a través de la leche. En estas especies, el intestino neonatal puede absorber la IgG durante horas o días después del nacimiento. Sin embargo, después de un período de tiempo, el recién nacido ya no puede absorber la IgG materna a través de su intestino, un evento que se conoce como "cierre intestinal". Si un animal neonatal no recibe cantidades adecuadas de calostro antes del cierre intestinal, no tiene una cantidad suficiente de IgG materna en la sangre para combatir enfermedades comunes. Esta condición se conoce como falla de la transferencia pasiva. Se puede diagnosticar midiendo la cantidad de IgG en la sangre de un recién nacido y se trata con la administración intravenosa de inmunoglobulinas. Si no se trata, puede ser fatal. 

## Adquirida artificialmente
La inmunidad pasiva adquirida artificialmente es una inmunización a corto plazo lograda mediante la transferencia de anticuerpos, que puede administrarse en varias formas; como plasma o suero sanguíneo humano o animal, como inmunoglobulina humana agrupada para uso intravenoso (IVIG) o intramuscular (IG), como IVIG o IG humano de alto título de donantes inmunizados o de donantes que se recuperan de la enfermedad, y como anticuerpos monoclonales (MAb) La transferencia pasiva se usa para prevenir enfermedades o se usa profilácticamente en el caso de enfermedades de inmunodeficiencia, como la hipogammaglobulinemia. También se usa en el tratamiento de varios tipos de infección aguda y para tratar el envenenamiento. La inmunidad derivada de la inmunización pasiva dura unas pocas semanas a tres o cuatro meses. También existe un riesgo potencial de reacciones de hipersensibilidad y enfermedad del suero, especialmente de la gammaglobulina de origen no humano. La inmunidad pasiva proporciona protección inmediata, pero el cuerpo no desarrolla memoria, por lo tanto, el paciente corre el riesgo de ser infectado por el mismo patógeno más adelante, a menos que adquiera inmunidad activa o vacunación. 

### Historia y aplicaciones de la inmunidad pasiva artificial

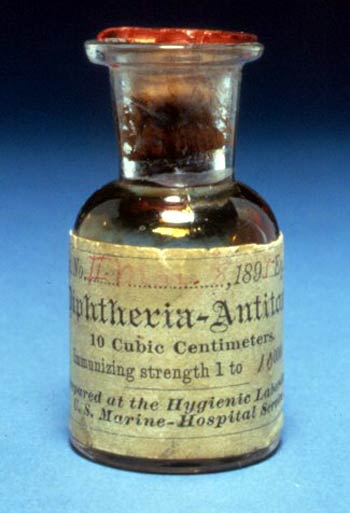
Un vial de antitoxina diftérica, fechado en 1895

En 1888 Emile Roux y Alexandre Yersin mostraron que los efectos clínicos de la difteria fueron causados por toxina de la difteria y, después de la 1890 descubrimiento de una antitoxina basados en la inmunidad a la difteria y el tétanos por Emil Adolf von Behring y Kitasato Shibasaburō, antitoxina se convirtió en el primer gran éxito de la inmunología terapéutica moderna. Shibasaburo y von Behring inmunizaron a los conejillos de indias con los productos sanguíneos de animales que se habían recuperado de la difteria y se dieron cuenta de que el mismo proceso de tratamiento térmico de los productos sanguíneos de otros animales podría tratar a los humanos con difteria. En 1896, la introducción de la antitoxina diftérica fue aclamada como "el avance más importante del siglo [XIX] en el tratamiento médico de la enfermedad infecciosa aguda".
Antes de la llegada de las vacunas y los antibióticos, la antitoxina específica era a menudo el único tratamiento disponible para infecciones como la difteria y el tétanos. La terapia con inmunoglobulina continuó siendo una terapia de primera línea en el tratamiento de enfermedades respiratorias graves hasta la década de 1930, incluso después de la introducción de sulfonamidas.

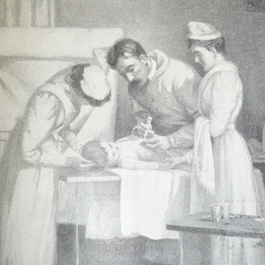
Esta imagen es de la Biblioteca Médica Histórica del Colegio de Médicos de Filadelfia. Esto muestra la administración de antitoxina diftérica del suero de caballo a un niño pequeño, con fecha de 1895.

En 1890 se usó la terapia con anticuerpos para tratar el tétanos, cuando se inyectó suero de caballos inmunizados en pacientes con tétanos grave en un intento de neutralizar la toxina tetánica y prevenir la diseminación de la enfermedad. Desde la década de 1960, la inmunoglobulina antitetánica humana (TIG) se ha utilizado en los Estados Unidos en pacientes no inmunizados, vacunados o inmunizados de forma incompleta que han sufrido heridas consistentes con el desarrollo del tétanos. La administración de antitoxina equina sigue siendo el único tratamiento farmacológico específico disponible para el botulismo. La antitoxina, también conocida como suero hiperinmune heterólogo, a menudo también se administra de manera profiláctica a individuos que se sabe que ingirieron alimentos contaminados. El tratamiento con IGIV también se utilizó con éxito para tratar a varias víctimas del síndrome de shock tóxico, durante el susto del tampón de los años setenta. 
La terapia con anticuerpos también se usa para tratar infecciones virales. En 1945, las infecciones de hepatitis A, epidemia en los campamentos de verano, se previnieron con éxito mediante el tratamiento con inmunoglobulina. Del mismo modo, la inmunoglobulina contra la hepatitis B (HBIG) previene eficazmente la infección por hepatitis B. La profilaxis de anticuerpos de hepatitis A y B ha sido en gran parte suplantada por la introducción de vacunas; sin embargo, todavía está indicado después de la exposición y antes de viajar a áreas de infección endémica.
En 1953, se utilizó la inmunoglobulina de vacuna humana (VIG) para prevenir la propagación de la viruela durante un brote en Madras, India, y se sigue utilizando para tratar las complicaciones derivadas de la vacuna contra la viruela. Aunque la prevención del sarampión generalmente se induce mediante la vacunación, a menudo se trata inmunoprofilácticamente tras la exposición. La prevención de la infección de la rabia aún requiere el uso de vacunas y tratamientos de inmunoglobulina.
Durante un brote del virus de Ébola en 1995 en la República Democrática del Congo, se usó sangre completa de pacientes en recuperación y que contenía anticuerpos contra el Ébola para tratar a ocho pacientes, ya que no había medios efectivos de prevención, aunque recientemente se descubrió un tratamiento en el Epidemia de ébola 2013 en África. Solo uno de los ocho pacientes infectados murió, en comparación con una mortalidad típica del 80% del Ébola, lo que sugiere que el tratamiento con anticuerpos puede contribuir a la supervivencia. La inmunoglobulina o inmunoglobulina se ha utilizado para prevenir y tratar la reactivación del virus del herpes simple (VHS), el virus de la varicela zóster, el virus de Epstein-Barr (VEB) y el citomegalovirus (CMV).

### Inmunoglobulinas autorizadas por la FDA
Las siguientes inmunoglobulinas son las inmunoglubulinas actualmente aprobadas para su uso para la profilaxis de enfermedades infecciosas y la inmunoterapia, en los Estados Unidos.
| Enfermedad                                      | Producto              | Fuente       | Uso |
| ----------------------------------------------- | --------------------- | ------------ | --- |
| Botulismo                                       | IgG equina específica | caballo      | Tratamiento de heridas y formas de botulismo transmitidas por alimentos, el botulismo en lactantes se trata con inmunoglobulina de botulismo humano (BabyBIG).                     |
| Citomegalovirus (CMV)                           | IVIG hiperinmune      | humano       | Profilaxis, utilizada con mayor frecuencia en pacientes con trasplante renal. |
| Difteria                                        | IgG equina específica | caballo      | Tratamiento de la infección por difteria. |
| Hepatitis A, sarampión                          | Ig humana agrupada    | suero humano | Prevención de la hepatitis A y la infección por sarampión, tratamiento de la inmunodeficiencia congénita o adquirida.                                                              |
| Hepatitis B                                     | Hepatitis B Ig        | humano       | Profilaxis posterior a la exposición, prevención en lactantes de alto riesgo. (administrado con la vacuna contra la hepatitis B).                                                  |
| PTI, enfermedad de Kawasaki, deficiencia de IgG | IgG humana agrupada   | suero humano | Tratamiento de la PTI y la enfermedad de Kawasaki, prevención / tratamiento de infección oportunista con deficiencia de IgG.                                                       |
| Rabia                                           | Rabia Ig              | humano       | Profilaxis posterior a la exposición (administrada con la vacuna contra la rabia).                                                                                                 |
| Tétanos                                         | Tétanos Ig            | humano       | Tratamiento de la infección por tétanos. |
| Vacuna                                          | Vaccinia Ig           | humano       | Tratamiento de la infección progresiva por vaccinia incluyendo eczema y formas oculares (generalmente resultantes de vacuna contra la viruela en individuos inmunocomprometidos ). |
| Varicela (varicela)                             | Varicela-zóster Ig    | humano       | Profilaxis posterior a la exposición en individuos de alto riesgo. |

## Transferencia pasiva de inmunidad celular
La única excepción a la inmunidad humoral pasiva es la transferencia pasiva de la inmunidad mediada por células, también llamada inmunización adoptiva, que implica la transferencia de linfocitos circulantes maduros. Raramente se usa en humanos, y requiere donantes histocompatibles (compatibles), que a menudo son difíciles de encontrar, y conlleva graves riesgos de enfermedad de injerto contra huésped. Esta técnica se ha utilizado en humanos para tratar ciertas enfermedades, incluidos algunos tipos de cáncer e inmunodeficiencia. Sin embargo, esta forma especializada de inmunidad pasiva se usa con mayor frecuencia en un entorno de laboratorio en el campo de la inmunología, para transferir inmunidad entre cepas de ratón "congénicas" o deliberadamente endogámicas que son histocompatibles. 

## Ventajas y desventajas
La respuesta inmune de un individuo de la inmunidad pasiva es "más rápida que una vacuna" y puede inculcar la inmunidad en un individuo que no "responde a la inmunización", a menudo en cuestión de horas o unos pocos días. Además de conferir inmunidades pasivas, la lactancia materna tiene otros efectos beneficiosos duraderos sobre la salud del bebé, como la disminución del riesgo de alergias y obesidad.
Una desventaja de la inmunidad pasiva es que producir anticuerpos en un laboratorio es costoso y difícil de hacer. Para producir anticuerpos para enfermedades infecciosas, existe la necesidad de que posiblemente miles de donantes humanos donen sangre o se obtendrá sangre de animales inmunes para los anticuerpos. Los pacientes que están inmunizados con los anticuerpos de los animales pueden desarrollar enfermedad del suero debido a las proteínas del animal inmune y desarrollar reacciones alérgicas graves. Los tratamientos con anticuerpos pueden llevar mucho tiempo y se administran a través de una inyección intravenosa o IV, mientras que una vacuna o un jab consume menos tiempo y tiene menos riesgo de complicaciones que un tratamiento con anticuerpos. La inmunidad pasiva es efectiva, pero solo dura poco tiempo.